# El capital (película de 2012)
El capital  (en francés "Le capital") es una película francesa de 2012 dirigida por Costa-Gavras, a partir de una novela homónima de Stéphane Osmont, publicada en 2004.

## Argumento
La película describe la vida de Marc Tourneuil, un banquero que se convierte en el director ejecutivo y CEO de una gran entidad bancaria. Es un ejecutivo joven y dinámico que afronta la grave crisis de su organización con ideas renovadas. No duda en acometer una reestructuración completa de la entidad, ni en despedir al 7 u 8% de la plantilla, incluidos los cargos más cercanos. Ni tiene escrúpulos en gastar dinero del banco en caprichos o prostitución. De cada operación ejecutada, el joven ejecutivo sacará una parte importante para su provecho personal. Por último, cuando se le ordena adquirir una entidad japonesa en bancarrota, decide enfrentarse a los poderosos con un trato corrupto con un fondo de cobertura estadounidense.

## Reparto
| Intérprete         | Personaje                                  | Notas                                    |
| ------------------ | ------------------------------------------ | ---------------------------------------- |
| Gad Elmaleh        | Marc Tourneuil                             | nuevo director de la Banca Phénix        |
| Gabriel Byrne      | Dittmar Rigule                             | cargo de la banca                        |
| Bernard Lecoq      | Antoine de Suze                            | cargo de la banca                        |
| Natacha Régnier    | Diane Tourneuil                            | pareja de Marc Tourneuil                 |
| Hippolyte Girardot | Raphaël Sieg                               | cargo de la banca                        |
| Céline Sallette    | Maud Baron                                 | empleado de la agencia inglesa de Phénix |
| Yann Sundberg      | Boris Breton                               |                                          |
| Liya Kebede        | Nassim                                     | modelo y amante de Marc Tourneuil        |
| Vincent Nemeth     | Alain Faure                                |                                          |
| Daniel Mesguich    | Jack Marmande                              | exdirector de la banca Phénix            |
| Aline Stinus       | hermana de Marc Tourneuil                  |                                          |
| Philippe Duclos    | expolicia, espía a favor de Marc Tourneuil |                                          |

## Premios y nominaciones
Nominaciones
- 2012: Concha de Oro a la mejor película